# Naomi Broady

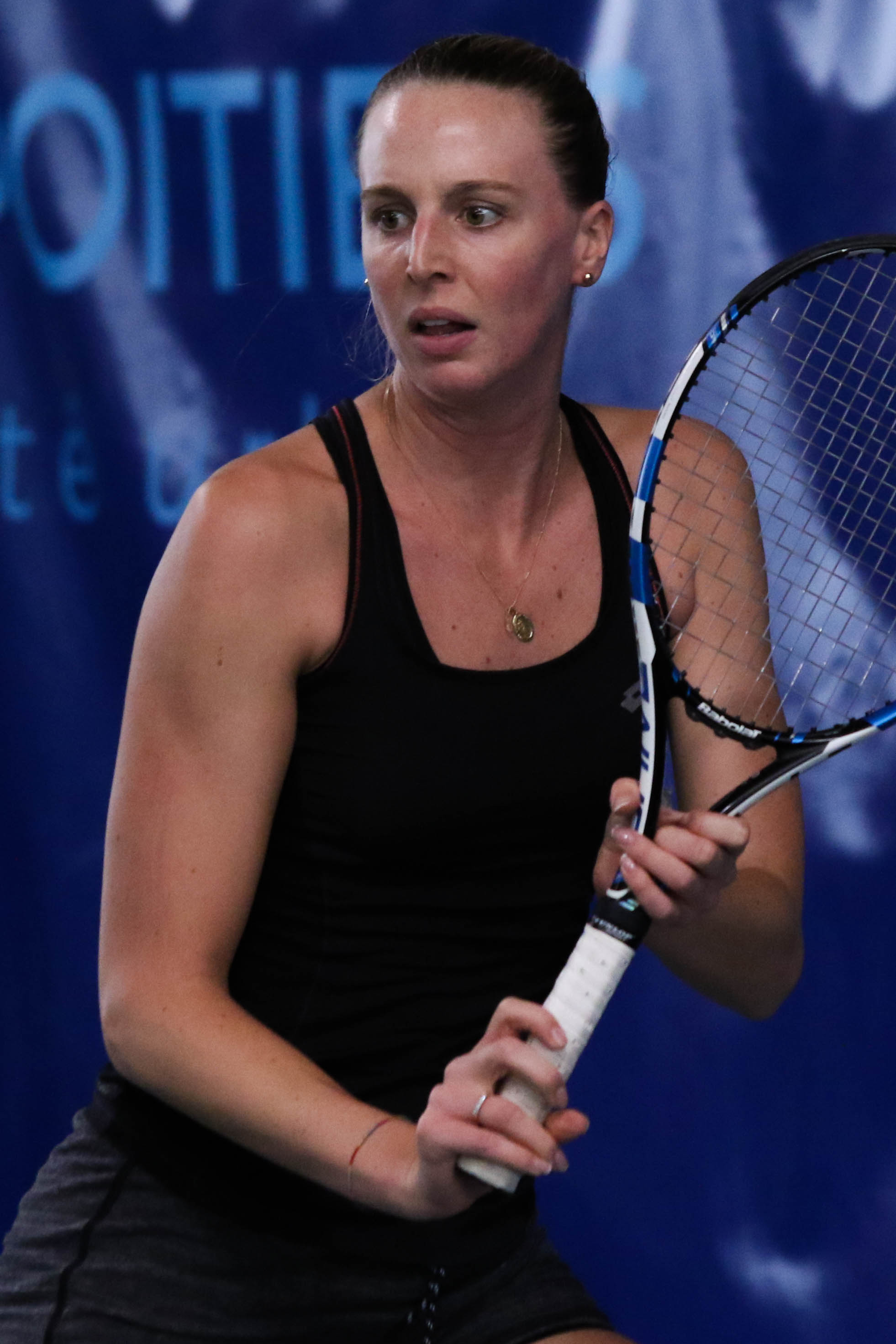
Naomi Broady im Jahr 2019

Naomi Broady (* 28. Februar 1990 in Stockport, Greater Manchester) ist eine ehemalige britische Tennisspielerin.

## Karriere
Seit 2006 ist sie Profispielerin. Ende 2007 gewann sie in ihrer englischen Heimat ihren ersten Doppeltitel auf dem ITF Women’s Circuit. Im Einzel gewann sie 2009 die ITF-Turniere in Grenoble und Puebla sowie zwei Turniere in Havanna.
Ihr bestes Abschneiden bei einem Grand-Slam-Turnier erzielte sie 2016 mit dem Einzug ins Achtelfinale der Doppelkonkurrenz von Wimbledon.
Im Einzel stand sie 2014 in Wimbledon und 2016 in Flushing Meadows jeweils in der zweiten Runde.
Im März 2016 erreichte sie im Einzel mit Position 76 ihre bisher beste Platzierung in der Weltrangliste; im Doppel stand sie im Mai 2017 auf Platz 56.
Im Dezember 2022 wurde Naomi Broady Mutter von Zwillingen.
Ihre bisherigen Trainer neben ihrem Vater waren Dave Shaw, Brent Parker, Dave Sammel, Jez Green und Suzy Rhiley. Naomi Broady hat zwei Brüder und eine Schwester. Ihr Bruder Liam ist ebenfalls Tennisprofi.

## Turniersiege

### Einzel
| Nr. | Datum             | Turnier                    | Kategorie    | Belag             | Finalgegnerin          | Ergebnis         |
| --- | ----------------- | -------------------------- | ------------ | ----------------- | ---------------------- | ---------------- |
| 1.  | 1. Februar 2009   | Grenoble                   | ITF $10.000  | Hartplatz (Halle) | Youlia Fedossova       | 6:4, 6:2         |
| 2.  | 29. November 2009 | Heroica Puebla de Zaragoza | ITF $25.000  | Hartplatz         | Ajla Tomljanović       | 7:64, 6:3        |
| 3.  | 6. Dezember 2009  | Havanna                    | ITF $10.000  | Hartplatz         | Jana Korolewa          | 6:2, 6:0         |
| 4.  | 13. Dezember 2009 | Havanna                    | ITF $10.000  | Hartplatz         | Valentine Confalonieri | 6:2, 6:2         |
| 5.  | 23. März 2014     | Scharm asch-Schaich        | ITF $10.000  | Hartplatz         | Witalija Djatschenko   | 6:2, 3:0 Aufgabe |
| 6.  | 26. April 2014    | Namangan                   | ITF $25.000  | Hartplatz         | Nigina Abduraimova     | 6:3, 6:4         |
| 7.  | 11. Mai 2014      | Fukuoka                    | ITF $50.000  | Rasen             | Kristýna Plíšková      | 5:7, 6:3, 6:4    |
| 8.  | 16. August 2015   | Landisville                | ITF $25.000  | Hartplatz         | Robin Anderson         | 4:6, 6:4, 7:65   |
| 9.  | 7. Februar 2016   | Midland                    | ITF $100.000 | Hartplatz (Halle) | Robin Anderson         | 6:76, 6:0, 6:2   |

### Doppel
| Nr. | Datum              | Turnier               | Kategorie         | Belag             | Partnerin              | Finalgegnerinnen                     | Ergebnis          |
| --- | ------------------ | --------------------- | ----------------- | ----------------- | ---------------------- | ------------------------------------ | ----------------- |
| 1.  | 10. November 2007  | Redbridge             | ITF $10.000       | Hartplatz (Halle) | Patrycja Sanduska      | Daniëlle Harmsen Renée Reinhard      | 0:6, 6:1, [10:5]  |
| 2.  | 19. April 2008     | Bol                   | ITF $10.000       | Sand              | Amra Sadikovic         | Tina Obrez Anja Prislan              | 6:4, 6:3          |
| 3.  | 9. Mai 2009        | Edinburgh             | ITF $10.000       | Sand              | Elizabeth Thomas       | Helene Auensen Wolha Duko            | 3:6, 6:3, [10:7]  |
| 4.  | 11. September 2010 | Madrid                | ITF $10.000       | Hartplatz         | Emily Webley-Smith     | Jennifer Ren Marta Sirotkina         | 6:2, 6:3          |
| 5.  | 20. Mai 2011       | Izmir                 | ITF $25.000       | Hartplatz         | Lisa Whybourn          | Mihaela Buzărnescu Tereza Mrdeža     | 3:6, 7:64, [10:7] |
| 6.  | 12. November 2011  | Opole                 | ITF $25.000       | Teppich (Halle)   | Kristina Mladenovic    | Paula Kania Magda Linette            | 7:65, 6:4         |
| 7.  | 19. November 2011  | Bratislava            | ITF $25.000       | Hartplatz (Halle) | Kristina Mladenovic    | Karolína Plíšková Kristýna Plíšková  | 5:7, 6:4, [10:2]  |
| 8.  | 18. Mai 2013       | Balikpapan            | ITF $25.000       | Hartplatz         | Teodora Mirčić         | Chen Yi Xu Yifan                     | 6:3, 6:3          |
| 9.  | 25. Mai 2013       | Tarakan               | ITF $25.000       | Hartplatz (Halle) | Teodora Mirčić         | Tang Haochen Tian Ran                | 6:2, 1:6, [10:5]  |
| 10. | 6. Juli 2013       | Sacramento            | ITF $50.000       | Hartplatz         | Storm Sanders          | Robin Anderson Lauren Embree         | 6:3, 6:4          |
| 11. | 19. Oktober 2013   | Lagos                 | ITF $25.000       | Hartplatz         | Emily Webley-Smith     | Fatma Al-Nabhani Cristina Dinu       | 3:6, 6:4, [10:7]  |
| 12. | 3. November 2013   | Barnstaple            | ITF $75.000       | Hartplatz (Halle) | Kristýna Plíšková      | Raluca Olaru Tamira Paszek           | 6:3, 3:6, [10:5]  |
| 13. | 10. Mai 2015       | Fukuoka               | ITF $50.000       | Rasen             | Kristýna Plíšková      | Eri Hozumi Junri Namigata            | 6:3, 6:4          |
| 14. | 20. Mai 2017       | Trnava                | ITF $100.000      | Sand              | Heather Watson         | Chuang Chia-jung Renata Voráčová     | 6:3, 6:2          |
| 15. | 8. April 2018      | Monterrey             | WTA International | Hartplatz         | Sara Sorribes Tormo    | Desirae Krawczyk Giuliana Olmos      | 3:6, 6:4, [10:8]  |
| 16. | 13. Mai 2018       | Fukuoka               | ITF $60.000       | Teppich           | Asia Muhammad          | Tara Moore Amra Sadiković            | 6:2, 6:0          |
| 17. | 20. Mai 2018       | Kurume                | ITF $60.000       | Teppich           | Asia Muhammd           | Katy Dunne Abigail Tere-Apisah       | 6:2, 6:4          |
| 18. | 21. September 2018 | Lubbock               | ITF $25.000       | Hartplatz         | Nadia Podoroska        | Vladica Babić Hayley Carter          | 3:6, 6:2, [10:8]  |
| 19. | 11. Mai 2019       | Fukuoka               | ITF W60           | Teppich           | Heather Watson         | Kristie Ahn Alison Bai               | kampflos          |
| 20. | 25. Mai 2019       | Karuizawa             | ITF W25           | Teppich           | Ayaka Okuno            | Erina Hayashi Momoko Kobori          | 6:3, 2:6, [10:7]  |
| 21. | 12. Oktober 2019   | Cherbourg-en-Cotentin | ITF W25           | Hartplatz (Halle) | Samantha Murray Sharan | Myrtille Georges Kimberly Zimmermann | 6:3, 6:2          |

## Abschneiden bei Grand-Slam-Turnieren

### Einzel
| Turnier         | 2011 | 2012 | 2013 | 2014 | 2015 | 2016 | 2017 | 2018 | Karriere |
| --------------- | ---- | ---- | ---- | ---- | ---- | ---- | ---- | ---- | -------- |
| Australian Open | —    | —    | —    | —    | —    | —    | 1    | —    | 1        |
| French Open     | —    | —    | —    | —    | —    | 1    | —    | —    | 1        |
| Wimbledon       | 1    | 1    | —    | 2    | 1    | 1    | 1    | 1    | 2        |
| US Open         | —    | —    | —    | —    | —    | 2    | —    | —    | 2        |

### Doppel
| Turnier         | 2010 | 2011 | 2012 | 2013 | 2014 | 2015 | 2016 | 2017 | 2018 | 2019 | Karriere |
| --------------- | ---- | ---- | ---- | ---- | ---- | ---- | ---- | ---- | ---- | ---- | -------- |
| Australian Open | —    | —    | —    | —    | —    | —    | —    | 1    | 1    | —    | 1        |
| French Open     | —    | —    | —    | —    | —    | —    | 1    | 1    | 1    | —    | 1        |
| Wimbledon       | 1    | 1    | 1    | —    | 1    | 1    | 1    | 2    | 1    | 1    | 2        |
| US Open         | —    | —    | —    | —    | —    | —    | 2    | 1    | 2    | —    | 2        |